# Dance Works Rotterdam
Dance Works Rotterdam is een dansgezelschap dat is opgericht in 1975 in Rotterdam. Het is een van de oudste dansgezelschappen van Nederland. 

## Geschiedenis
Dance Works Rotterdam is in 1975 opgericht als Werkcentrum Dans, een springplank voor beginnende dansers en choreografen naar de grotere gezelschappen in Den Haag en Amsterdam. Dit dansgezelschap is opgericht door Corrie Hartong en Lucas Hoving en het werd groot door de aangestelde choreografe Käthy Gosschalk die ruim 25 jaar aan het roer stond van Dance Works Rotterdam. Onder haar leiding zette het gezelschap haar eerste grote verandering door in 1988 met de naamswijziging te komen naar De Rotterdamse Dansgroep en zij maakte een grote focus op het maken van theaterproducties. 
In 1999 werd Gosschalk opgevolgd door choreograaf Ton Simons. Simons was vanaf de beginjaren betrokken bij het gezelschap; eerst als danser en later als gastchoreograaf. Onder Simons brak er een derde artistieke fase aan voor het gezelschap. In 2001 veranderde het haar naam weer in het meer internationaal klinkende Dance Works Rotterdam en ze toerde ook internationaal. Ze had succes in o.a. Zwitserland, Cyprus, Frankrijk, Roemenië, Hongarije, Rusland, de Tsjechische Republiek en Indonesië. Op 1 maart 2010 trad Simons af.
Op 1 maart werd de functie van artistiek directeur overgenomen door André Gingras. Onder leiding van de Canadees-Nederlandse choreograaf maakt Dance Works Rotterdam rauwe en energieke dansproducties waarin hedendaagse (maatschappelijke) dilemma’s centraal staan.

## Gastchoreografie
In al deze jaren heeft het gezelschap veel gastchoreografen gekend en zijn er veel bekende namen uit de danswereld die hier hun carrière zijn gestart. Bekende namen zijn bijvoorbeeld Anouk van Dijk, Ed Wubbe en Hans Tuerlings. 
Sinds 1975 werden er stukken gedanst van internationale choreografen als Merce Cunningham, Jacopo Godani, Bill T. Jones, Amanda Miller en Stephen Petronio. Veel van deze stukken waren voor het eerst te zien in Nederland.  